# 이마이즈미촌 (니가타현)
이마이즈미촌(今泉村)은 니가타현 나카우오누마군에 설치되었던 촌이다. 현재의 도카마치시에 해당한다.